# Vandellia cirrhosa
Vandellia cirrhosa ist der größte Vertreter der Unterfamilie Vandelliinae aus der Ordnung der Welsartigen, der in seinem Verbreitungsgebiet Candirú oder Canero genannt wird. In den Medien werden die Fische auch als Harnröhrenwelse oder Penisfische bezeichnet. Vandellia cirrhosa ist wie alle seine näheren Verwandten ein reiner Süßwasserfisch, der im Amazonas- und Orinokobecken vorkommt.

## Merkmale
Der Fisch kann bis zu 15 Zentimeter groß werden. Typisch für diese Art ist ein langgestreckter, fast wurmartiger Körper, mit kleinen, weit hinten liegenden Rücken- und Afterflossen. Auch die Bauchflossen sind dem Schwanz näher als dem Maul. Die Zähne sind sehr klein und nadelförmig, in einer Serie in der Mitte des Oberkiefers, Krallen-ähnliche Zähne am Ende der Maxillare. Sehr kleine Kiemenöffnung; keine Nasal- oder Oberkieferbarteln, die Barteln am Mundwinkel sind sehr klein.

## Lebensweise
Die Fische leben über Sandbänken, leicht mit Sand bedeckt und warten auf vorbeischwimmende Großfische. Vandellia cirrhosa ist ein Parasit. Oft wird behauptet, er könne die Harnstoffe aus den über die Kiemenatmung ausgetauschten Stoffwechselprodukten großer Fische wahrnehmen, aktuellen Experimenten zufolge aber nutzt er zur Jagd primär seinen Sehsinn und ignoriert Harnstoffe völlig. Der Fisch schwimmt in die Kiemenöffnungen größerer Fische und nutzt seine eigenen Kiemenstacheln, um bis zur Kiemenaorta hochzuklettern und sich festzuhalten. Mit nadelförmigen Zähnen perforiert er die Arterie und nimmt das Blut des Wirtsfisches auf, was ihm den Beinamen „Brasilianischer Vampirfisch“ einbrachte. V. cirrhosa ist jedoch kein Blutsauger, denn die Spezies verfügt nicht über Saugorgane. Der Druck des aus der Arterie ausströmenden Blutes reicht aus, um den Fisch innerhalb von 30 bis 145 Sekunden mit Blut zu füllen. Danach lässt der Candiru vom Wirtstier ab.
Es existiert ein einzelner Fallbericht, wonach ein Candiru (die betreffende Art ist meist nicht dokumentiert) in die Harnröhre eines Mannes geschwommen und operativ entfernt worden sein soll, jedoch sind viele Details in diesem Bericht zumindest widersprüchlich. Obwohl es nur wenige solcher Berichte (aus dem 19. Jahrhundert) gibt, tragen einige Indios an den betreffenden Flüssen spezielle Kleidungsstücke, wie die Penisschnur, die sie beim Baden davor schützen sollen, befallen zu werden, aber auch der Bequemlichkeit beim Laufen dienen. Ebenso sollen die Naturvölker in den Verbreitungsgebieten Kenntnis davon gehabt haben, wie sie sich durch pflanzliche Säfte, die das Skelett der festsitzenden Fische auflösen, ohne eine Operation von den Parasiten befreien könnten. Da es praktisch keine belegten Fälle gibt, sind Zweifel an seinem Jagdverhalten gegenüber Menschen angebracht.
Im deutschen Sprachgebrauch wird auch der Tridensimilis fälschlich als Harnröhrenwels bezeichnet und ihm aus Verwechslungsgründen ähnliches Verhalten nachgesagt.
Darüber hinaus wird eine weitere Welsart in Amazonien als Candiru bezeichnet, Cetopsis candiru, der aber eine gänzlich andere Lebensweise hat. Diese zu den Walwelsen (Cetopsidae) gehörenden Tiere ernähren sich von toten oder sterbenden größeren Fischen (auch von den Kadavern im Wasser treibender Säugetiere), indem sie in die Bauchdecke ein Loch fressen und die Tiere von innen auffressen. Sie folgen dabei dem Aas- und Blutgeruch und stehen im Verdacht, für die Überfälle auf badende Frauen, vor allem während der Menstruation, verantwortlich zu sein. Auch diese Candirus können sich zu Fressschwärmen zusammenfinden.